# Johann Kaspar Riesbeck
Johann Kaspar Riesbeck (1754-1786), connu aussi sous le nom de Gaspard Risbeck, est un écrivain allemand.

## Biographie
Né à Höchst, dans l'électorat de Mayence, il est fils d'un riche négociant. Il quitte l'étude du droit pour les lettres. Il est influencé par ses professeurs Johann Georg Schlör et Johann Baptist Horix en le sens de l'illumination catholique[pas clair]. Fortement influencée par la philosophie française des Lumières et notoirement anticlérical, il fréquente avec assiduité les tavernes et meurt prématurément à l'âge de 32 ans, après avoir dilapidé sa fortune.
Riesbeck continue les Lettres sur les moines, commencées par Delaroche. Il est l'auteur des Lettres d'Allemagne (1783) : cet ouvrage, qui devient immensément populaire, est publié en allemand sous le titre Briefe eines reisenden Franzosen, über Deutschland an seinen Bruder zu Paris (i. e. Lettres d'un voyageur français sur l'Allemagne à son frère à Paris). Sous la forme de lettres prétendument écrites par un Français voyageant en Allemagne, Risbeck expose pour la première fois l'écart entre les Lumières françaises et le retard de l'Allemagne, à la veille de la Révolution française ; il y critique sévèrement les mœurs sociales et religieuses de son pays, ainsi que son administration politique ; mais il en souligne également les points forts, notamment en matière scientifique, littéraire et philosophique, pour se montrer convaincu que la nation allemande dispose des qualités nécessaires à sa régénération.
Il écrit également une Histoire de l'Allemagne (posthume, Zurich, 1787).

## Source partielle
Marie-Nicolas Bouillet  et Alexis Chassang (dir.), « Johann Kaspar Riesbeck » dans Dictionnaire universel d’histoire et de géographie, 1878 (lire sur Wikisource)